# En god Opskrift
En god Opskrift er en dokumentarfilm instrueret af Rie Gleerup efter eget manuskript.

## Handling
En lille film, der gennem undervisning i kostlære i en københavnsk pigeklasse forklarer, hvorfor det er nødvendigt, at børnene om vinteren får vitaminol som tilskud til kosten.